# Russell Springs (Kentucky)
Russell Springs es una ciudad ubicada en el condado de Russell en el estado estadounidense de Kentucky. En el Censo de 2010 tenía una población de 2441 habitantes y una densidad poblacional de 210,7 personas por km².

## Geografía
Russell Springs se encuentra ubicada en las coordenadas 37°3′3″N 85°4′50″O / 37.05083, -85.08056. Según la Oficina del Censo de los Estados Unidos, Russell Springs tiene una superficie total de 11.59 km², de la cual 11.55 km² corresponden a tierra firme y (0.31%) 0.04 km² es agua.

## Demografía
Según el censo de 2010, había 2441 personas residiendo en Russell Springs. La densidad de población era de 210,7 hab./km². De los 2441 habitantes, Russell Springs estaba compuesto por el 95% blancos, el 0.29% eran afroamericanos, el 0.25% eran amerindios, el 0.33% eran asiáticos, el 0% eran isleños del Pacífico, el 2.5% eran de otras razas y el 1.64% pertenecían a dos o más razas. Del total de la población el 4.47% eran hispanos o latinos de cualquier raza.